# Mugur Isărescu

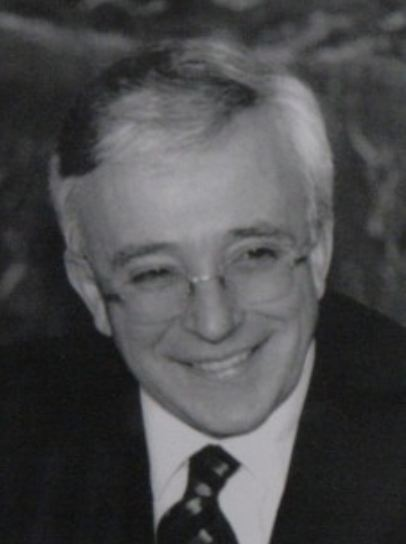
Mugur Isărescu

Mugur Isărescu (auch Constantin Mugurel Isărescu; * 1. August 1949 in Drăgășani) ist ein rumänischer Ökonom, Politiker und Gouverneur der rumänischen Nationalbank. In der Zeit vom 22. Dezember 1999 bis zum 28. November 2000 war er Ministerpräsident von Rumänien.

## Leben
Der Sohn von Constantin Isărescu, einem Professor der Mathematik, und Satina Isărescu studierte nach der Schule bis 1971 Wirtschaftswissenschaften an der Wirtschaftsakademie Bukarest. 1989 erhielt er den Doktorgrad in seinem Fach. Nach der rumänischen Revolution arbeitete Isărescu von März bis August 1990 als Sekretär in der rumänischen Botschaft in den Vereinigten Staaten. Im September 1990 wurde er Gouverneur der Nationalbank Rumäniens und neun Jahre später rumänischer Ministerpräsident. Dieses Amt übte er vom 16. Dezember 1999 bis zum 22. Dezember 2000 aus. Die Regierungskoalition hatte einen Monat zuvor die Wahlen verloren. Danach übernahm Isărescu erneut das Amt des Gouverneurs der rumänischen Nationalbank. Zudem ist er seit 2005 Hochschullehrer an der Wirtschaftsakademie Bukarest sowie Mitglied der Rumänischen Akademie, des Club of Rome und der Trilateral Kommission. Isărescu ist verheiratet und hat zwei Kinder.

## Ehrungen

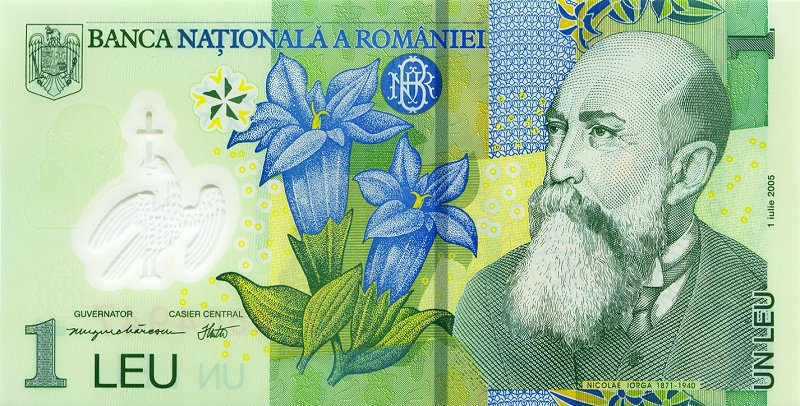
Banknote 1 LEU 2005 (Vorderseite), mit der Unterschrift des Gouverneurs der Nationalbank Rumäniens - Mugur Isărescu

Mugur Isărescu erhielt diverse Auszeichnungen. Mehrfach wurde ihm die Ehrendoktorwürde sowie der Stern von Rumänien verliehen.

## Schriften (Auswahl)
Isărescu hat über 100 wissenschaftliche Arbeiten veröffentlicht.
- Datoria externă (București, 1977)
- Metodologia prognozării cursurilor de schimb (Institutul de Economie Mondială București, 1980)
- Politici și determinante ale cursului de schimb (Institutul de Economie Mondială București, 1981)
- Problema inflației în România interbelică (New-York, 1981)
- Probleme monetare și financiare internaționale (BNR, București, 1986)
- Dezvoltarea recentă în România (1990)
- Politica monetară, stabilitatea macroeconomică și reforma bancară în România (BNR, București, 1995)
- Inflația și echilibrele fundamentale ale economiei românești (BNR, București, 1996)
- Economia românească în perspectiva anului 2000 - selecție de studii (BNR, București, 1999)